# Gouchi
Gouchi (auch: Gouchy; alte englische Schreibweise: Gushi) ist eine Landgemeinde im Departement Dungass in Niger.

## Geographie

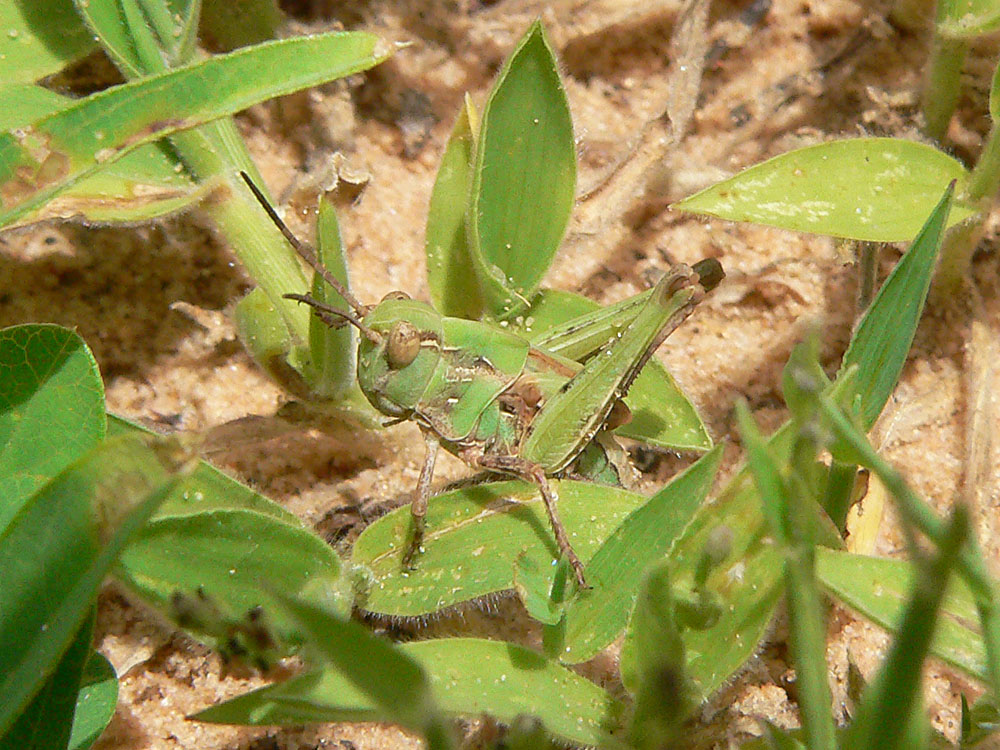
Oedaleus senegalensis, ein Bewohner der Sahelzone, beim Dorf Jambirdji im Gemeindegebiet von Gouchi

Gouchi liegt im Nordosten des Departements und befindet sich am Übergang der Großlandschaft Sudan zur Sahelzone. Die Nachbargemeinden sind Guidimouni im Norden, Guidiguir und Bouné im Osten, Dungass und Malawa im Süden sowie Wacha im Westen. Bei den Siedlungen im Gemeindegebiet handelt es sich um 62 Dörfer, 116 Weiler und zwei Lager. Zusätzlich erhebt Gouchi Anspruch auf die Weiler Garin Abda und Sabon Gari Babba in der Nachbargemeinde Malawa. Der Hauptort der Landgemeinde ist das Dorf Gouchi. Das nach Einwohnern größte Dorf in der Gemeinde ist Jambirdji.
Drei in Niederungen gelegene bewaldete Flächen stehen unter Naturschutz: Kwarin Gouchi beim Hauptort, Kwarin Jambirdji beim Dorf Jambirdji und Kwarin Wiwi beim Dorf Wiwi.

## Geschichte
Im 19. Jahrhundert waren Gouchi und die heute zum Gemeindegebiet Gouchis zählenden Dörfer Matarawa und Yakaouda drei Kanuri-Siedlungen ohne gemeinsame politische Verwaltung, die sich zunächst ihre Unabhängigkeit gegenüber den größeren Herrschaftsgebieten im Umland bewahren konnte. Sie traten in ein Bündnis mit dem Sossébaki-Staat Wacha. Als der Sultan von Zinder Wacha angriff, stellte sich Gouchi jedoch auf die Seite des Sultans. Nach einer Reihe von Kleinkriegen wurde Gouchi Ende des 19. Jahrhunderts dem Sultanat Zinder angeschlossen. Anfang des 20. Jahrhunderts richtete die französische Kolonialverwaltung einen Kanton in Gouchi ein. Der Markt im zu Gouchi gehörenden Dorf Yakaouda war einer der kleinen Märkte in der Region, die damals von der französischen Verwaltung zugelassen wurden. Im Jahr 2002 ging im Zuge einer landesweiten Verwaltungsreform aus dem Kanton Gouchi die Landgemeinde Gouchi hervor. Seit 2011 gehört die Landgemeinde nicht mehr zum Departement Magaria, sondern zum neugegründeten Departement Dungass.

## Bevölkerung
Bei der Volkszählung 2012 hatte die Landgemeinde 71.612 Einwohner, die in 11.221 Haushalten lebten. Bei der Volkszählung 2001 betrug die Einwohnerzahl 34.215 in 6240 Haushalten.
Im Hauptort lebten bei der Volkszählung 2012 1387 Einwohner in 214 Haushalten, bei der Volkszählung 2001 1068 in 195 Haushalten und bei der Volkszählung 1988 1861 in 390 Haushalten.
In ethnischer Hinsicht ist die Gemeinde ein Siedlungsgebiet von Fulbe und Sossébaki. Die Fulbe-Untergruppe Daourawa betreibt vor allem Agropastoralismus, während die Fulbe-Untergruppen Bornanko’en, Dabanko’en und Katchinanko’en auf Fernweidewirtschaft spezialisiert sind.

## Politik
Der Gemeinderat (conseil municipal) hat 19 gewählte Mitglieder. Mit den Kommunalwahlen 2020 sind die Sitze im Gemeinderat wie folgt verteilt: 11 PNDS-Tarayya, 5 ARD-Adaltchi Mutunchi und 3 RDR-Tchanji.
Jeweils ein traditioneller Ortsvorsteher (chef traditionnel) steht an der Spitze von 46 Dörfern in der Gemeinde.

## Wirtschaft und Infrastruktur
Die Strauchsavanne in der Gemeinde dient als Weideland. Gesundheitszentren des Typs Centre de Santé Intégré (CSI) sind im Hauptort sowie in den Siedlungen Baboujé und Jambirdji vorhanden. Das Gesundheitszentrum im Hauptort verfügt über ein eigenes Labor und eine Entbindungsstation. Der CEG Gouchi und der CEG Jambirdji sind allgemein bildende Schulen der Sekundarstufe des Typs Collège d’Enseignement Général (CEG). Beim Centre de Formation aux Métiers de Gouchi (CFM Gouchi) handelt es sich um ein Berufsausbildungszentrum. Die Niederschlagsmessstation im Hauptort liegt auf 376 m Höhe und wurde 1978 in Betrieb genommen. Die 89,5 Kilometer lange Landstraße RR7-003 nach Bandé beginnt im Hauptort Gouchi und führt durch die Dörfer Jambirdji und Wiwi.